# بيوض القدر
بيوض القدر (بالروسية: Роковые яйца) إحدى روايات الكاتب الروسي ميخائيل بولغاكوف، تروي قصه عالم روسي يكتشف شعاع يمكنه أن يعدل في جينات الحيوانات، ويتواكب مع حدوث كارثه في المدينة وتعتقد الحكومة أن بإمكان هذا الشعاع حل هذه الكارثة، ويؤدي تدخل الحكومة إلى كارثة أكبر.